# Селма (име)
Селма  је старо женско име које има значење на многим језицима. На келтском језику значи Селма значи богата. На старогерманском језику Анселма значи штит Божји. На арапском језику Салма значи безбедна. У хебрејском језику има значење: она која стоји под божјом заштитом.
Једна од варијанти овог имена је Саломе.

## Имендани
- 23. јануар
- 21. април

## Варијације
-
-
-

## Име од миља
- Зелуш
- Зелушка

## Познате личности
- Селма Лагерлеф (швед. Selma Lagerlöf), шведски писац и нобеловац
- Селма Блер (енгл. Selma Blair), америчка глумица
- Селма Бајрами, босанскохерцеговачка певачица